# Nicosia (distrikt)
Nicosia eller Eparchía Lefkosías (engelska: Nicosia, turkiska: Lefkoşa İlçesi, engelska: Nicosia District, Lefkosia District, Lefkosia) är ett distrikt på Cypern. Det ligger i den centrala delen av landet och inkluderar huvudstaden Nicosia. Antalet invånare är 326 980. Arean är 2 720 kvadratkilometer. Nicosia ligger på ön Cypern.
Terrängen i Nicosia är lite kuperad.
Nicosia delas in i:
- Lefkosía
- Ágios Dométios
- Égkomi
- Stróvolos
- Aglantziá
- Ortákioi
- Tráchonas
- Lakatámia
- Synoikismós Anthoúpolis
- Latsiá
- Géri
- Siá
- Mathiatis
- Alámpra
- Agía Varvára
- Kotsiátis
- Nísou
- Péra Chorió
- Dáli
- Lýmpia
- Lythrodóntas
- Louroukína
- Potamiá
- Ágios Sozómenos
- Pyrógi
- Margó
- Agiá
- Týmvou
- Móra
- Mia Miliá
- Mándres
- Palaíkythro
- Éxo Metóchi
- Epichó
- Vóni
- Trachóni
- Néo Chorió
- Kythréa
- Béïkioï
- Pétra tou Digení
- Kalyvákia
- Kouroú Monastíri
- Kampí
- Farmakás
- Aplíki
- Lazaniás
- Goúrri
- Fikardou
- Ágios Epifánios
- Kaló Chorió
- Malounta
- Klirou
- Aredioú
- Ágios Ioánnis
- Agrokipiá
- Mitseró
- Kapédes
- Katalióntas
- Analióntas
- Kampiá
- Margí
- Tséri
- Politikó
- Péra
- Episkopeió
- Psimolófou
- Ergátes
- Anágeia
- Páno Defterá
- Káto Defterá
- Ágioi Trimithiás
- Palaiométocho
- Déneia
- Kokkinotrimithiá
- Ágioi Iliófotoi
- Káto Moní
- Oroúnta
- Páno Koutrafás
- Káto Koutrafás
- Potámi
- Mórfou
- Páno Zódeia
- Mámmari
- Gerólakkos
- Agía Marína
- Skylloúra
- Ágios Vasíleios
- Dýo Potamoí
- Kanlí
- Kióneli
- Palaichóri Mórfou
- Askás
- Álona
- Fterikoúdi
- Polýstypos
- Lagouderá
- Saránti
- Livádia
- Alithinoú
- Platanistása
- Palaichóri
- Xyliátos
- Ágios Geórgios
- Nikitári
- Vyzakiá
- Agía Marína
- Káto Zódeia
- Kaló Chorió Kapoúti
- Akáki
- Peristeróna
- Astromerítis
- Avlóna
- Katokopiá
- Argáki
- Másari
- Fylliá
- Méniko
- Kyrá
- Spília
- Agía Eiríni
- Kannávia
- Kaziverá
- Prastió
- Nikítas
- Syrianochóri
- Kakopetria
- Ágios Theódoros
- Galáta
- Sináoros
- Kaliána
- Temvriá
- Korákou
- Evrýchou
- Flásou
- Ágios Epifánios
- Linoú
- Katýdata
- Skouriótissa
- Pedoulás
- Mylikoúri
- Moutoutllás
- Oíkos
- Kalopanagiótis
- Gerakiés
- Tsakístra
- Kámpos
- Ágios Nikólaos
- Ágios Geórgios
- Pétra
- Kaló Chorió
- Léfka
- Ampelikoú
- Peristeronári
- Eliá
- Karavostási
- Pentágeia
- Angolémi
- Varíseia
- Galiní
- Xeróvounos
- Loutrós
- Ágios Ioánnis Selémani
- Ammadiés
- Páno Pýrgos
- Káto Pýrgos
- Selládi tou Áppi kai Ágio Georgoúdi
- Alévga
- Pigénia
- Pachýammos
- Kókkina
- Fródisia
- Ágios Theódoros
- Mansoúra
- Mosfíli

Följande samhällen finns i Nicosia:
- Nicosia
- Stróvolos
- Káto Lakatámeia
- Latsia
- Pallouriótissa
- Mórfou
- Égkomi
- Ágios Dométios
- Kióneli
- Kaïmaklí
- Léfka
- Géri
- Dáli
- Tséri
- Mándres
- Miá Miliá
- Trachóni
- Tráchonas
- Káto Zódeia
- Kythréa
- Kokkinotrimithiá
- Gerólakkos
- Akáki
- Lythrodóntas
- Astromerítis
- Kaló Chorío
- Lýmpia
- Peristeróna
- Páno Defterá
- Káto Defterá
- Psimolofou
- Ergátes
- Klirou
- Ágioi Trimithiás
- Eliá
- Kakopetria
- Pentágeia
- Alámpra
- Káto Pýrgos
- Prastió
- Aredioú
- Mámmari
- Péra
- Kaziverá
- Méniko
- Argáki
- Skylloúra
- Epichó
- Evrýchou
- Mitseró
- Oroúnta
- Galáta
- Potamós tou Kámpou
- Mathiatis
- Potámi
- Fylliá
- Siá
- Episkopeió
- Móra
- Korákou
- Farmakás
- Nikítas
- Limnítis
- Agrokipiá
- Kampos
- Nikitári
- Kampiá
- Potamiá
- Malounta
- Pétra tou Digení
- Vyzakiá
- Kyrá
- Politikó
- Týmvou
- Ágios Epifánios
- Káto Moní
- Déneia
- Analióntas
- Moutoullás
- Kalopanagiótis
- Páno Flásou
- Káto Flásou
- Kalyvákia
- Goúrri
- Kanlí
- Vóni
- Peristeronári
- Linoú
- Ampelikoú
- Pedoulás
- Askás
- Kaliána
- Oíkos
- Kannávia
- Másari
- Angolémi
- Polýstypos
- Platanistása
- Spília
- Ayios Vasilios
- Lagouderá
- Fterikoúdi
- Álona
- Pigénia
- Xyliátos
- Gerakiés
- Kotsiatis
- Katýdata
- Tsakístra
- Kampí
- Margí
- Pachýammos